# Newton (Texas)
 For alternative betydninger, se Newton. (Se også artikler, som begynder med Newton)
Newton er en amerikansk by og administrativt centrum for det amerikanske county Newton County i staten Texas. I 2000 havde byen et indbyggertal på 2.459.

## Ekstern henvisning
- Officielle hjemmeside Arkiveret 14. juni 2016 hos  Wayback Machine (engelsk)

30°51′1″N 93°45′15″V / 30.85028°N 93.75417°V